# Sokoł (stacja metra)
Sokoł (ros. Сокол – Sokół) – stacja moskiewskiego metra linii Zamoskworieckiej (kod 038) położona w północnym okręgu administracyjnym Moskwy w rejonie Sokoł. Nazwa pochodzi od wski Sokoł. Do 1964 roku stanowiła stację końcową linii. Wyjścia prowadzą na Leningradzkij Prospekt.

## Historia
Plany dla drugiego etapu rozbudowy metra zakładały zakończenie odcinka na stacji Aeroport. Jednak z biegiem czasu poszerzono plany rozbudowy o dodatkową stację Sokoł położoną obok nowej zajezdni Tcz-2 Sokół (ТЧ-2 «Со́кол»). Zamierzano dodatkowo zmienić okoliczną zabudowę wiejską na bloki w kształcie litery "U", jednak plany te potem zarzucono. W czasie wojny stacja służyła za schron przeciwlotniczy.

## Konstrukcja i wystrój
Konstrukcja stacji jest unikatowa, zbudowano ją według indywidualnego projektu: jednopoziomowa, dwunawowa, kolumnowa stacja z jednym peronem. Posiada jeden rząd kolumn, położonych w osi stacji, podtrzymujących łukowy strop. Ściany wyłożono marmurem, a podłogi czerwonym i szarym granitem. Korytarze wykończono armeńskim onyksem i marmurem. Wyjście na powierzchnię umiejscowiono pośrodku stacji. Dodatkowe wyjście pod Leningradzkim Prospektem otwarto 28 kwietnia 1960.

## Miejskie legendy
O stacji krąży wiele legend mówiących o jej złej sławie. Jedną z przyczyn jest jej lokalizacja - zbudowano ją na terenie dawnego cmentarza z I wojny światowej, gdzie przeprowadzano egzekucje podczas czerwonego terroru. Uznawana jest za jedno z "miejsc zła" w Moskwie. Pojawiły się także relacje dotyczące duchów i odczucia czyjejś obecności. Dodatkowo przesądy są podsycane przez wypadki. Kilka razy pasażerowie wpadli pod pociągi (niekiedy kończyło się to śmiercią). W 2006 roku w pobliżu stacji zawalił się tunel nie powodując jednak ofiar.

## Galeria

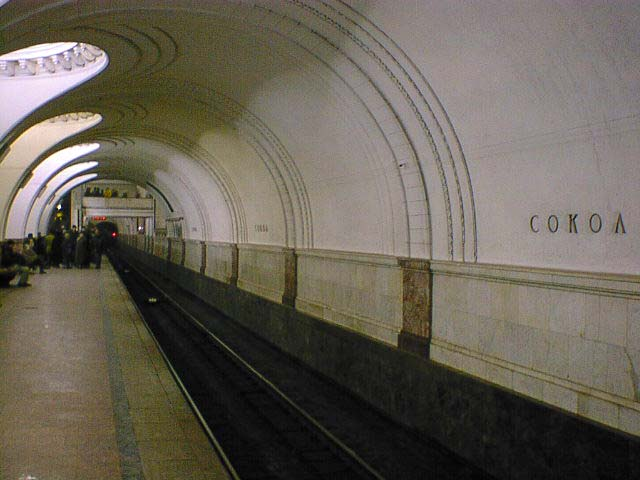
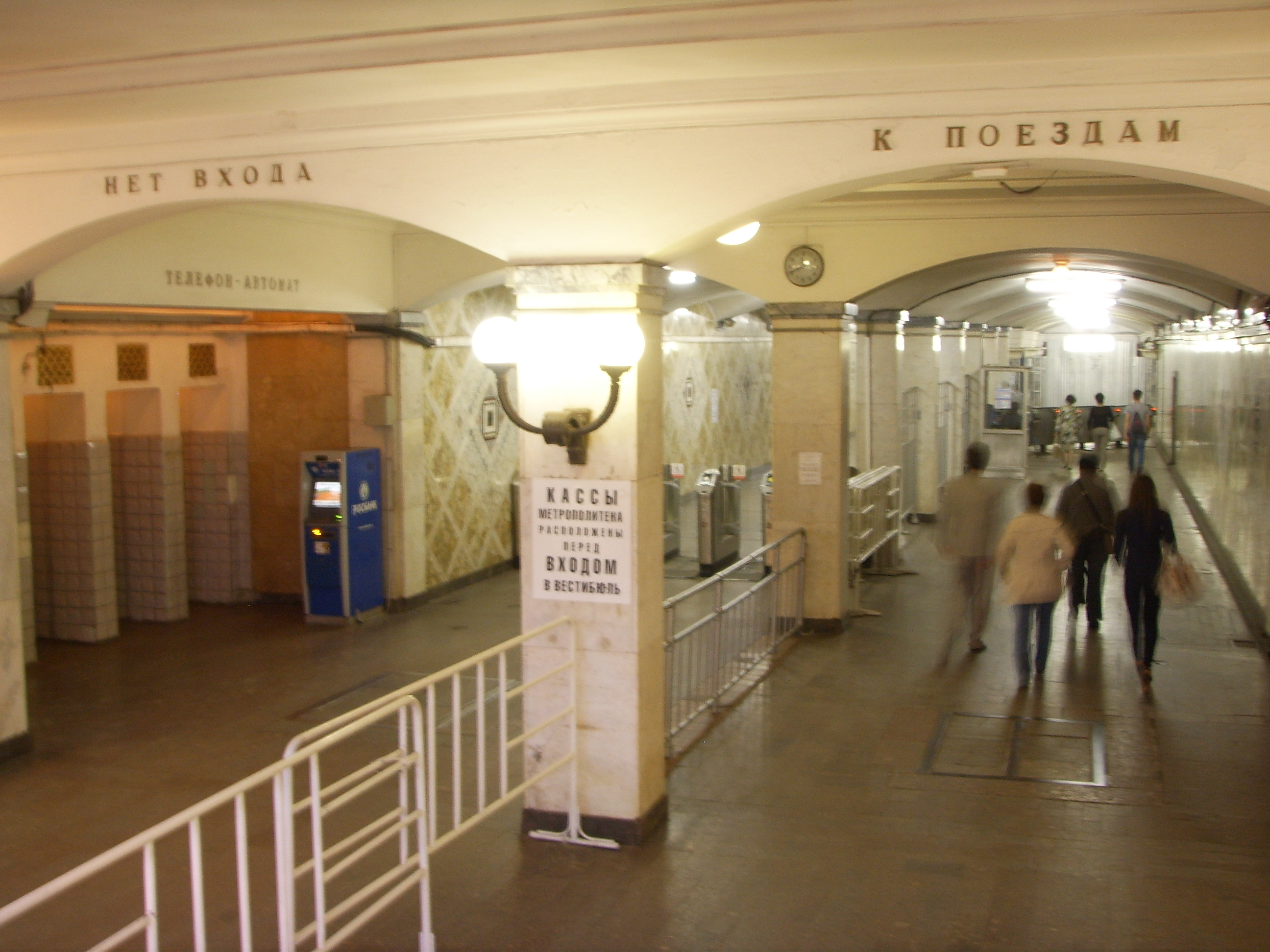
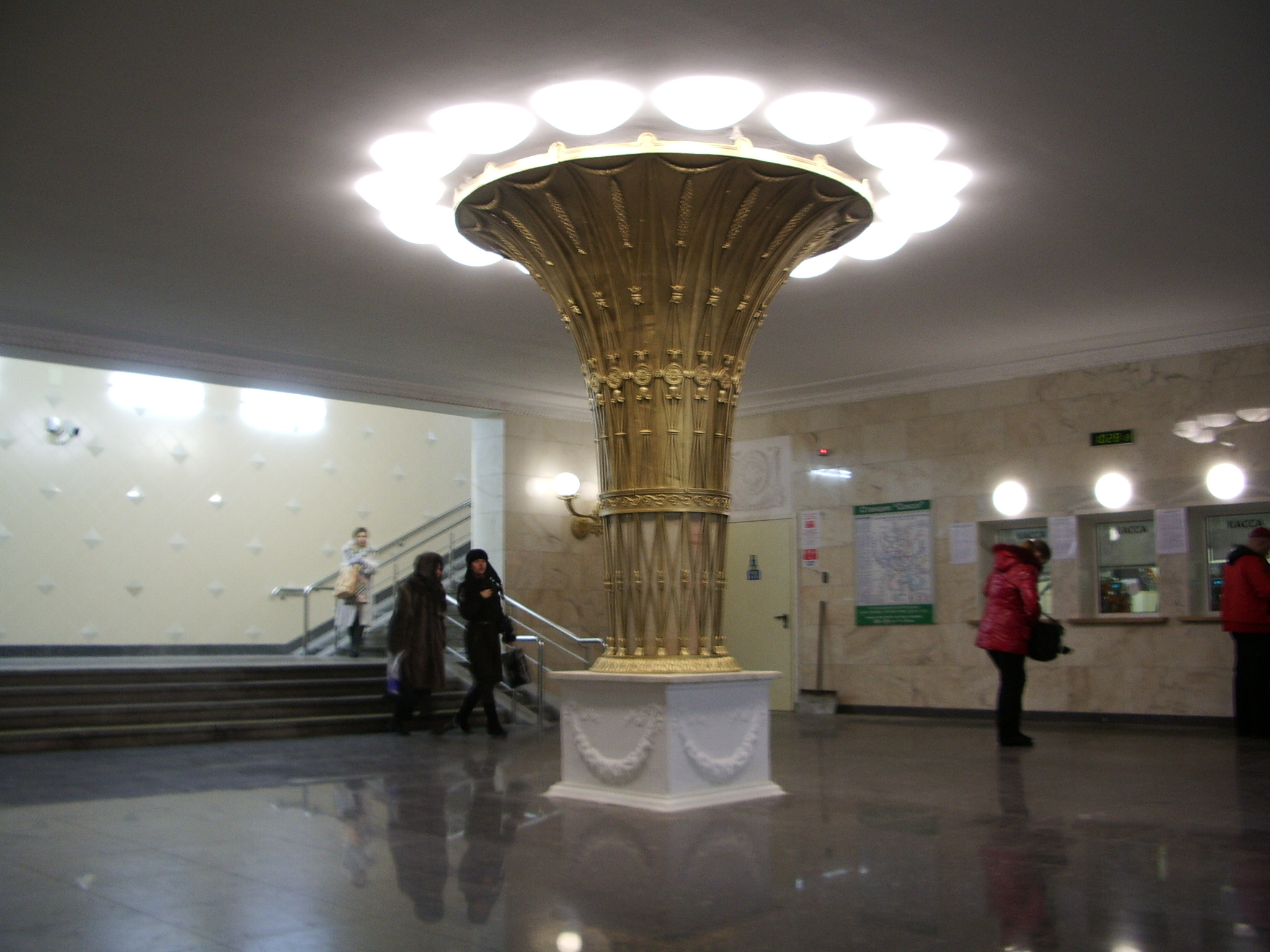
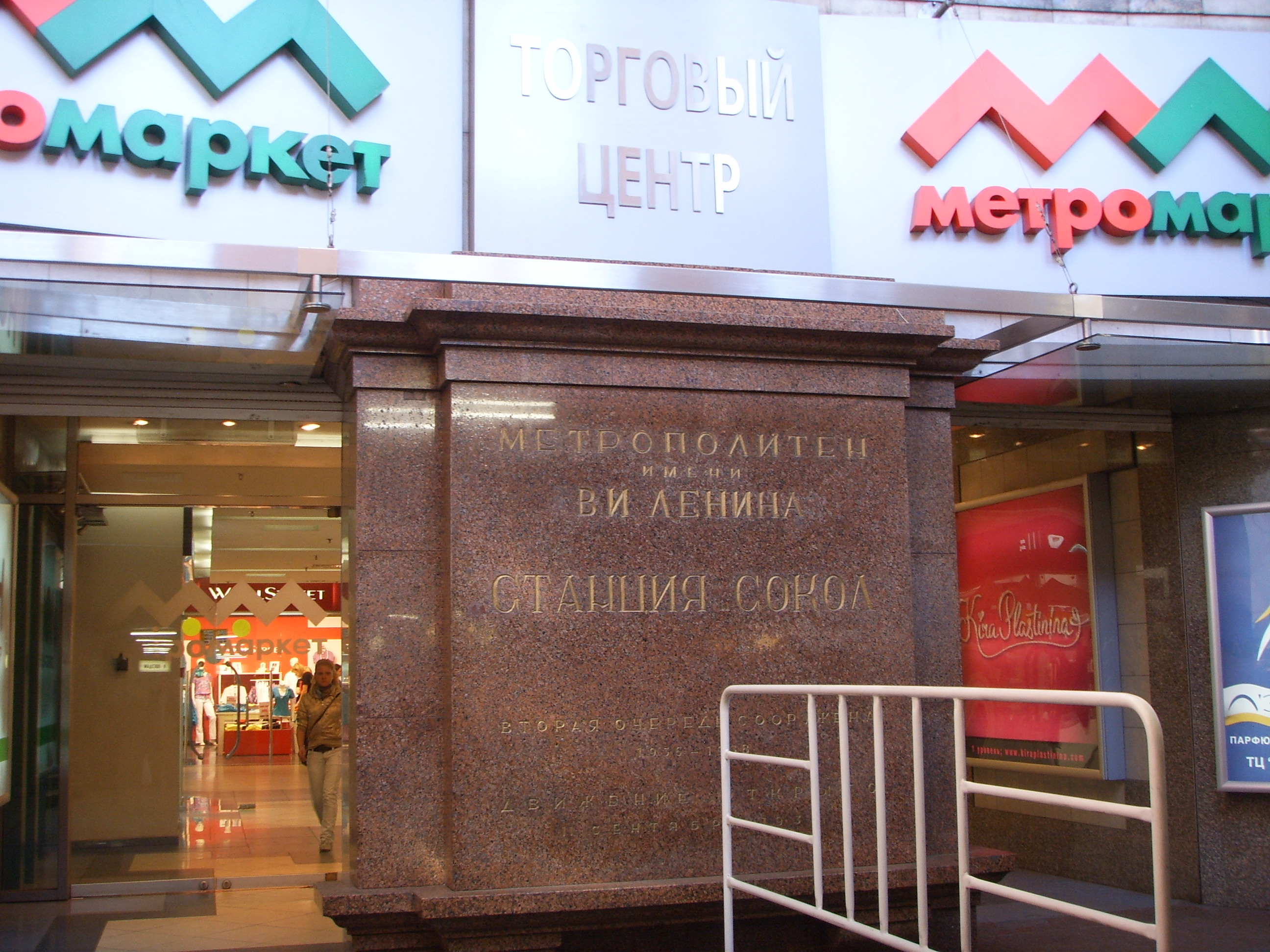
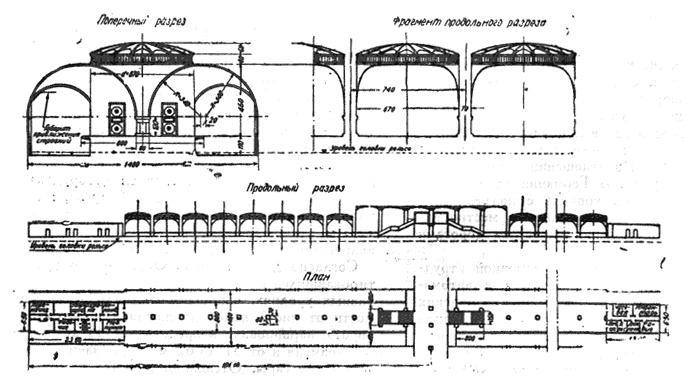
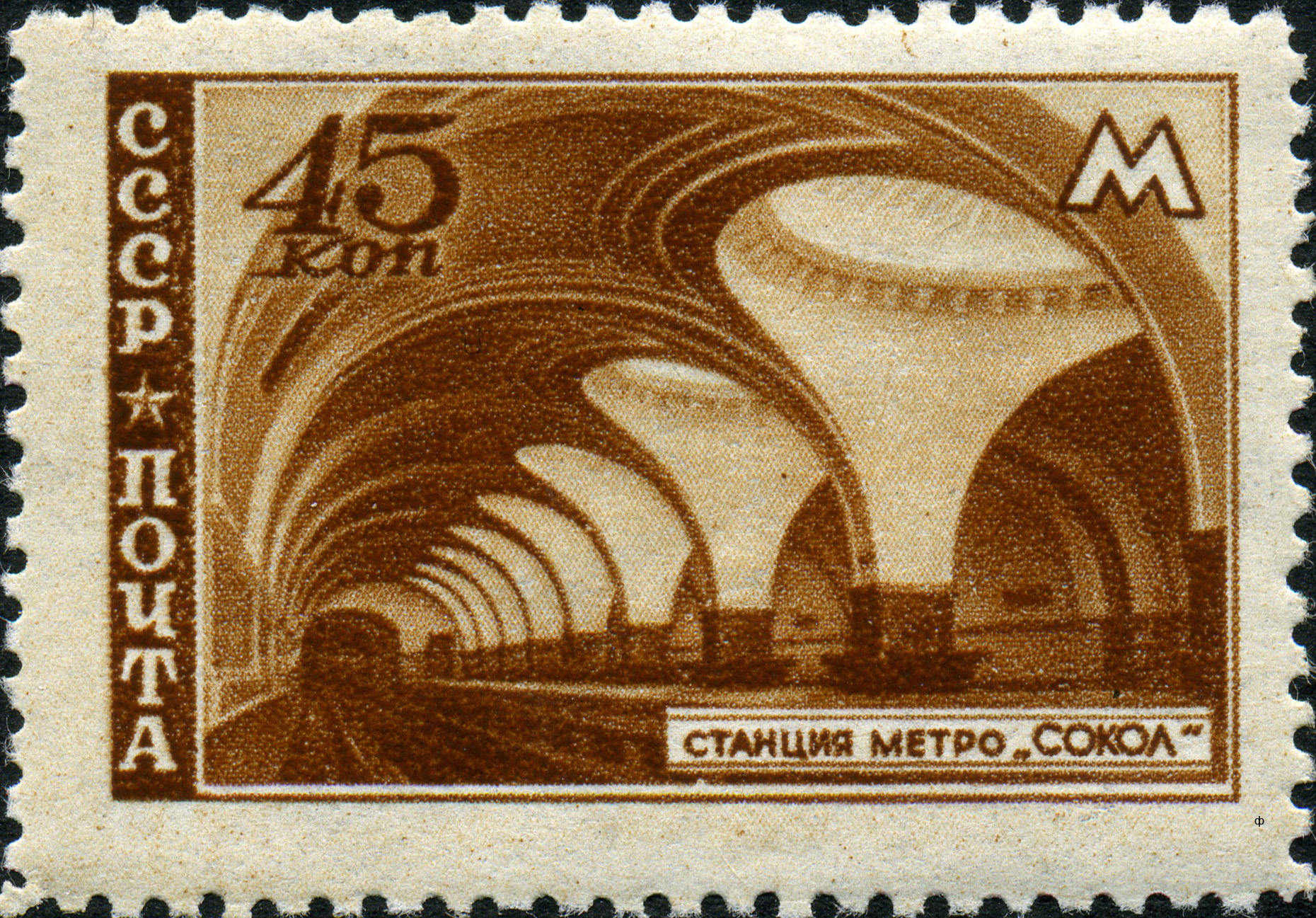